# Muselmand
En muselmand er en medicinsk betegnelse for et menneske, der på grund af sygdom eller sult er stærkt afmagret, et ”omvandrende skelet”. Betegnelsen har fået navn efter det persiske ord for muslimer, musliman, og ordet bruges også i en anden betydning som synonym for "muslim".. Analogien er ikke helt klar. Måske hentydes der til ”østerlandske asketer”, måske til afkræftede personers tendens til at hylle sig i tæpper eller hvad der nu er til at få fat i for at holde varmen. En tredje forklaring peger på den svajende gangart, der skulle minde om en person i bøn. Betegnelsen blev taget i brug under og efter 2. Verdenskrig om de voldsomt afmagrede koncentrationslejrfanger.